# 2007-es NFL-draft
A 2007-es National Football League draftot a Radio City Music Hallban rendezték meg, New Yorkban, 2007. április 28-án és 29-én.

## Játékos választások
| Kárpótló választás | Kiegészítő kárpótló választás | Pro Bowlra választották |

### Első kör
| Választás # | NFL Csapat                           | Játékos             | Pozíció          | Főiskola         |
| ----------- | ------------------------------------ | ------------------- | ---------------- | ---------------- |
| 1           | Oakland Raiders                      | JaMarcus Russell    | Quarterback      | LSU              |
| 2           | Detroit Lions                        | Calvin Johnson      | Wide receiver    | Georgia Tech     |
| 3           | Cleveland Browns                     | Joe Thomas          | Offensive tackle | Wisconsin        |
| 4           | Tampa Bay Buccaneers                 | Gaines Adams        | Defensive end    | Clemson          |
| 5           | Arizona Cardinals                    | Levi Brown          | Offensive tackle | Penn State       |
| 6           | Washington Redskins                  | LaRon Landry        | Safety           | LSU              |
| 7           | Minnesota Vikings                    | Adrian Peterson     | Running back     | Oklahoma         |
| 8           | Atlanta Falcons (Houstontól)         | Jamaal Anderson     | Defensive end    | Arkansas         |
| 9           | Miami Dolphins                       | Ted Ginn, Jr.       | Wide receiver    | Ohio State       |
| 10          | Houston Texans (Atlantától)          | Amobi Okoye         | Defensive tackle | Louisville       |
| 11          | San Francisco 49ers                  | Patrick Willis      | Linebacker       | Ole Miss         |
| 12          | Buffalo Bills                        | Marshawn Lynch      | Running back     | California       |
| 13          | St. Louis Rams                       | Adam Carriker       | Defensive end    | Nebraska         |
| 14          | New York Jets (Carolinától)          | Darrelle Revis      | Cornerback       | Pittsburgh       |
| 15          | Pittsburgh Steelers                  | Lawrence Timmons    | Linebacker       | Florida State    |
| 16          | Green Bay Packers                    | Justin Harrell      | Defensive tackle | Tennessee        |
| 17          | Denver Broncos (Jacksonvilletől)     | Jarvis Moss         | Defensive end    | Florida          |
| 18          | Cincinnati Bengals                   | Leon Hall           | Cornerback       | Michigan         |
| 19          | Tennessee Titans                     | Michael Griffin     | Safety           | Texas            |
| 20          | New York Giants                      | Aaron Ross          | Cornerback       | Texas            |
| 21          | Jacksonville Jaguars (Denvertől)     | Reggie Nelson       | Safety           | Florida          |
| 22          | Cleveland Browns (Dallastól)         | Brady Quinn         | Quarterback      | Notre Dame       |
| 23          | Kansas City Chiefs                   | Dwayne Bowe         | Wide receiver    | LSU              |
| 24          | New England Patriots (Seattletól)    | Brandon Meriweather | Safety           | Miami (Florida)  |
| 25          | Carolina Panthers (New York Jetstől) | Jon Beason          | Linebacker       | Miami (Florida)  |
| 26          | Dallas Cowboys (Philadelphiától)     | Anthony Spencer     | Defensive end    | Purdue           |
| 27          | New Orleans Saints                   | Robert Meachem      | Wide receiver    | Tennessee        |
| 28          | San Francisco 49ers (New Englandtől) | Joe Staley          | Offensive tackle | Central Michigan |
| 29          | Baltimore Ravens                     | Ben Grubbs          | Offensive guard  | Auburn           |
| 30          | San Diego Chargers                   | Craig Davis         | Wide receiver    | LSU              |
| 31          | Chicago Bears                        | Greg Olsen          | Tight end        | Miami (Florida)  |
| 32          | Indianapolis Colts                   | Anthony Gonzalez    | Wide receiver    | Ohio State       |

### Második kör
| Választás # | NFL Csapat                                                                   | Játékos              | Pozíció          | Főiskola         |
| ----------- | ---------------------------------------------------------------------------- | -------------------- | ---------------- | ---------------- |
| 33          | Arizona Cardinals (Oaklandtől)                                               | Alan Branch          | Defensive tackle | Michigan         |
| 34          | Buffalo Bills (Detroittól)                                                   | Paul Posluszny       | Linebacker       | Penn State       |
| 35          | Tampa Bay Buccaneers                                                         | Arron Sears          | Offensive tackle | Tennessee        |
| 36          | Philadelphia Eagles (Clevelandtől a Dallason keresztül)                      | Kevin Kolb           | Quarterback      | Houston          |
| 37          | San Diego Chargers (Washingtontól a Chicagon és a New York Jetsen keresztül) | Eric Weddle          | Safety           | Utah             |
| 38          | Oakland Raiders (Arizonától)                                                 | Zach Miller          | Tight end        | Arizona State    |
| 39          | Atlanta Falcons (Houstontól)                                                 | Justin Blalock       | Offensive guard  | Texas            |
| 40          | Miami Dolphins                                                               | John Beck            | Quarterback      | BYU              |
| 41          | Atlanta Falcons (Minnesotától)                                               | Chris Houston        | Cornerback       | Arkansas         |
| 42          | Indianapolis Colts (San Franciscotól)                                        | Tony Ugoh            | Offensive tackle | Arkansas         |
| 43          | Detroit Lions (from Buffalo)                                                 | Drew Stanton         | Quarterback      | Michigan State   |
| 44          | Minnesota Vikings (from Atlanta)                                             | Sidney Rice          | Wide receiver    | South Carolina   |
| 45          | Carolina Panthers                                                            | Dwayne Jarrett       | Wide receiver    | USC              |
| 46          | Pittsburgh Steelers                                                          | LaMarr Woodley       | Defensive end    | Michigan         |
| 47          | New York Jets (Green Baytől)                                                 | David Harris         | Linebacker       | Michigan         |
| 48          | Jacksonville Jaguars                                                         | Justin Durant        | Linebacker       | Hampton          |
| 49          | Cincinnati Bengals                                                           | Kenny Irons          | Running back     | Auburn           |
| 50          | Tennessee Titans                                                             | Chris Henry          | Running back     | Arizona          |
| 51          | New York Giants                                                              | Steve Smith          | Wide receiver    | USC              |
| 52          | St. Louis Rams                                                               | Brian Leonard        | Fullback         | Rutgers          |
| 53          | Cleveland Browns (Dallastól)                                                 | Eric Wright          | Cornerback       | UNLV             |
| 54          | Kansas City Chiefs                                                           | Turk McBride         | Defensive end    | Tennessee        |
| 55          | Seattle Seahawks                                                             | Josh Wilson          | Cornerback       | Maryland         |
| 56          | Denver Broncos                                                               | Tim Crowder          | Defensive end    | Texas            |
| 57          | Philadelphia Eagles                                                          | Victor Abiamiri      | Defensive end    | Notre Dame       |
| 58          | Detroit Lions (New Orleanstól)                                               | Ikaika Alama-Francis | Defensive end    | Hawaiʻi          |
| 59          | Carolina Panthers (from New York Jets)                                       | Ryan Kalil           | Center           | USC              |
| 60          | Miami Dolphins (New Englandtől)                                              | Samson Satele        | Center           | Hawaiʻi          |
| 61          | Detroit Lions (Baltimore-tól)                                                | Gerald Alexander     | Safety           | Boise State      |
| 62          | Chicago Bears (San Diegotól)                                                 | Dan Bazuin           | Defensive end    | Central Michigan |
| 63          | Green Bay Packers (Chicagotól a New York Jetsen keresztül)                   | Brandon Jackson      | Running back     | Nebraska         |
| 64          | Tampa Bay Buccaneers (Indianapolistól)                                       | Sabby Piscitelli     | Safety           | Oregon State     |

### Harmadik kör
| Választás # | NFL Csapat                                               | Játékos             | Pozíció          | Főiskola          |
| ----------- | -------------------------------------------------------- | ------------------- | ---------------- | ----------------- |
| 65          | Oakland Raiders                                          | Quentin Moses       | Defensive end    | Georgia           |
| 66          | New Orleans Saints (Detroittól)                          | Usama Young         | Cornerback       | Kent State        |
| 67          | Dallas Cowboys (Clevelandtől)                            | James Marten        | Offensive tackle | Boston College    |
| 68          | Tampa Bay Buccaneers                                     | Quincy Black        | Linebacker       | New Mexico        |
| 69          | Arizona Cardinals                                        | Buster Davis        | Linebacker       | Florida State     |
| 70          | Denver Broncos (Washingtontól)                           | Ryan Harris         | Offensive tackle | Notre Dame        |
| 71          | Miami Dolphins                                           | Lorenzo Booker      | Running back     | Florida State     |
| 72          | Minnesota Vikings                                        | Marcus McCauley     | Cornerback       | Fresno State      |
| 73          | Houston Texans                                           | Jacoby Jones        | Wide receiver    | Lane              |
| 74          | Baltimore Ravens (Buffalotól a Detroiton keresztül)      | Yamon Figurs        | Wide receiver    | Kansas State      |
| 75          | Atlanta Falcons                                          | Laurent Robinson    | Wide receiver    | Illinois State    |
| 76          | San Francisco 49ers                                      | Jason Hill          | Wide receiver    | Washington State  |
| 77          | Pittsburgh Steelers                                      | Matt Spaeth         | Tight end        | Minnesota         |
| 78          | Green Bay Packers                                        | James Jones         | Wide receiver    | San Jose State    |
| 79          | Jacksonville Jaguars                                     | Mike Walker         | Wide receiver    | Central Florida   |
| 80          | Tennessee Titans                                         | Paul Williams       | Wide receiver    | Fresno State      |
| —           | Cincinnati Bengals                                       | —                   | —                | —                 |
| 81          | New York Giants                                          | Jay Alford          | Defensive tackle | Penn State        |
| 82          | Kansas City Chiefs (St. Louistól)                        | DeMarcus Tyler      | Defensive tackle | NC State          |
| 83          | Carolina Panthers                                        | Charles Johnson     | Defensive end    | Georgia           |
| 84          | St. Louis Rams (Kansas Citytől)                          | Jonathan Wade       | Cornerback       | Tennessee         |
| 85          | Seattle Seahawks                                         | Brandon Mebane      | Defensive tackle | California        |
| 86          | Baltimore Ravens (Denvertől a Jacksonville-en keresztül) | Marshal Yanda       | Offensive tackle | Iowa              |
| 87          | Philadelphia Eagles (Dallastól)                          | Stewart Bradley     | Linebacker       | Nebraska          |
| 88          | New Orleans Saints                                       | Andy Alleman        | Offensive guard  | Akron             |
| 89          | Green Bay Packers (New York Jetstől)                     | Aaron Rouse         | Safety           | Virginia Tech     |
| 90          | Philadelphia Eagles                                      | Tony Hunt           | Running back     | Penn State        |
| 91          | Oakland Raiders (New Englandtől)                         | Mario Henderson     | Offensive tackle | Florida State     |
| 92          | Buffalo Bills (Baltimoretól)                             | Trent Edwards       | Quarterback      | Stanford          |
| 93          | Chicago Bears (San Diegotól)                             | Garrett Wolfe       | Running back     | Northern Illinois |
| 94          | Chicago Bears                                            | Michael Okwo        | Linebacker       | Stanford          |
| 95          | Indianapolis Colts                                       | Daymeion Hughes     | Cornerback       | California        |
| 96          | San Diego Chargers                                       | Anthony Waters      | Linebacker       | Clemson           |
| 97          | San Francisco 49ers                                      | Ray McDonald        | Defensive end    | Florida           |
| 98          | Indianapolis Colts                                       | Quinn Pitcock       | Defensive tackle | Ohio State        |
| 99          | Oakland Raiders                                          | Johnnie Lee Higgins | Wide receiver    | UTEP              |

### Negyedik kör
| Választás # | NFL Csapat                                                       | Játékos          | Pozíció          | Főiskola              |
| ----------- | ---------------------------------------------------------------- | ---------------- | ---------------- | --------------------- |
| 100         | Oakland Raiders                                                  | Michael Bush     | Running back     | Louisville            |
| 101         | Jacksonville Jaguars (Detroittól a Baltimore-on keresztül)       | Adam Podlesh     | Punter           | Maryland              |
| 102         | Minnesota Vikings (Tampa Baytől)                                 | Brian Robison    | Defensive end    | Texas                 |
| 103         | Dallas Cowboys (Clevelandtől)                                    | Isaiah Stanback  | Quarterback      | Washington            |
| 104         | San Francisco 49ers (Washingtontól)                              | Jay Moore        | Defensive end    | Nebraska              |
| 105         | Detroit Lions (Arizonától az Oaklanden keresztül)                | A.J. Davis       | Cornerback       | NC State              |
| 106         | Tampa Bay Buccaneers (Minnesotától)                              | Tanard Jackson   | Safety           | Syracuse              |
| 107         | New Orleans Saints (Houstontól)                                  | Antonio Pittman  | Running back     | Ohio State            |
| 108         | Miami Dolphins                                                   | Paul Soliai      | Defensive tackle | Utah                  |
| 109         | Atlanta Falcons                                                  | Stephen Nicholas | Linebacker       | South Florida         |
| 110         | Oakland Raiders (San Franciscotól a New Englanden keresztül)     | John Bowie       | Cornerback       | Cincinnati            |
| 111         | Buffalo Bills                                                    | Dwayne Wright    | Running back     | Fresno State          |
| 112         | Pittsburgh Steelers (Green Baytől)                               | Daniel Sepulveda | Punter           | Baylor                |
| 113         | Jacksonville Jaguars                                             | Brian Smith      | Linebacker       | Missouri              |
| 114         | Cincinnati Bengals                                               | Marvin White     | Safety           | TCU                   |
| 115         | Tennessee Titans                                                 | Leroy Harris     | Center           | NC State              |
| 116         | New York Giants                                                  | Zak DeOssie      | Linebacker       | Brown                 |
| 117         | Detroit Lions (St. Louistól                                      | Manuel Ramírez   | Offensive guard  | Texas Tech            |
| 118         | Carolina Panthers                                                | Ryne Robinson    | Wide receiver    | Miami (OH)            |
| 119         | Green Bay Packers (Pittsburghtől)                                | Allen Barbre     | Offensive tackle | Missouri Southern     |
| 120         | Seattle Seahawks                                                 | Baraka Atkins    | Defensive end    | Miami (Florida)       |
| 121         | Denver Broncos (Denvertől a Minnesotán és az Atlantán keresztül) | Marcus Thomas    | Defensive tackle | Florida               |
| 122         | Dallas Cowboys                                                   | Doug Free        | Offensive tackle | Northern Illinois     |
| 123         | Houston Texans (Kansas Citytől a New Orleanson keresztül)        | Fred Bennett     | Cornerback       | South Carolina        |
| 124         | Seattle Seahawks (New York Jetstől a San Franciscon keresztül)   | Mansfield Wrotto | Offensive guard  | Georgia Tech          |
| 125         | New Orleans Saints (Philadelphiától)                             | Jermon Bushrod   | Offensive tackle | Towson                |
| 126         | San Francisco 49ers (New Orleanstől Indianapolison keresztül)    | Dashon Goldson   | Safety           | Washington            |
| 127         | New England Patriots                                             | Kareem Brown     | Defensive tackle | Miami (Florida)       |
| 128         | Tennessee Titans (Baltimore-tól)                                 | Chris Davis      | Wide receiver    | Florida State         |
| 129         | San Diego Chargers                                               | Scott Chandler   | Tight end        | Iowa                  |
| 130         | Chicago Bears                                                    | Josh Beekman     | Offensive guard  | Boston College        |
| 131         | Indianapolis Colts                                               | Brannon Condren  | Safety           | Troy                  |
| 132         | Pittsburgh Steelers                                              | Ryan McBean      | Defensive tackle | Oklahoma State        |
| 133         | Atlanta Falcons                                                  | Martrez Milner   | Tight end        | Georgia               |
| 134         | Baltimore Ravens                                                 | Antwan Barnes    | Linebacker       | Florida International |
| 135         | San Francisco 49ers                                              | Joe Cohen        | Defensive end    | Florida               |
| 136         | Indianapolis Colts                                               | Clint Session    | Linebacker       | Pittsburgh            |
| 137         | Baltimore Ravens                                                 | Le'Ron McClain   | Fullback         | Alabama               |

### Ötödik kör
| Választás # | NFL Csapat                                              | Játékos            | Pozíció          | Főiskola               |
| ----------- | ------------------------------------------------------- | ------------------ | ---------------- | ---------------------- |
| 138         | Oakland Raiders                                         | Jay Richardson     | Defensive end    | Ohio State             |
| 139         | St. Louis Rams (Detroittól)                             | Dustin Fry         | Center           | Clemson                |
| 140         | Cleveland Browns                                        | Brandon McDonald   | Cornerback       | Memphis                |
| 141         | Tampa Bay Buccaneers                                    | Greg Peterson      | Defensive end    | North Carolina Central |
| 142         | Arizona Cardinals                                       | Steve Breaston     | Wide receiver    | Michigan               |
| 143         | Washington Redskins                                     | Dallas Sartz       | Linebacker       | USC                    |
| 144         | Houston Texans                                          | Brandon Harrison   | Safety           | Stanford               |
| 145         | New Orleans Saints (Miamitól a Detroiton keresztül)     | David Jones        | Cornerback       | Wingate                |
| 146         | Minnesota Vikings                                       | Aundrae Allison    | Wide receiver    | East Carolina          |
| 147         | San Francisco 49ers                                     | Tarell Brown       | Cornerback       | Texas                  |
| 148         | Kansas City Chiefs (Buffalotól a St. Louison keresztül) | Kolby Smith        | Running back     | Louisville             |
| 149         | Jacksonville Jaguars (Atlantától)                       | Uche Nwaneri       | Offensive guard  | Purdue                 |
| 150         | Jacksonville Jaguars                                    | Josh Gattis        | Safety           | Wake Forest            |
| 151         | Cincinnati Bengals                                      | Jeff Rowe          | Quarterback      | Nevada                 |
| 152         | Tennessee Titans                                        | Antonio Johnson    | Defensive tackle | Mississippi State      |
| 153         | New York Giants                                         | Kevin Boss         | Tight end        | Western Oregon         |
| 154         | St. Louis Rams (St. Louis a Detroiton keresztül)        | Cliffton Ryan      | Defensive tackle | Michigan State         |
| 155         | Carolina Panthers                                       | Dante Rosario      | Tight end        | Oregon                 |
| 156         | Pittsburgh Steelers                                     | Cameron Stephenson | Offensive guard  | Rutgers                |
| 157         | Green Bay Packers                                       | David Clowney      | Wide receiver    | Virginia Tech          |
| 158         | Detroit Lions (Denvertől)                               | Johnny Baldwin     | Linebacker       | Alabama A&M            |
| 159         | Philadelphia Eagles (Dallastól)                         | C. J. Gaddis       | Cornerback       | Clemson                |
| 160         | Kansas City Chiefs                                      | Justin Medlock     | Kicker           | UCLA                   |
| 161         | Seattle Seahawks                                        | Will Herring       | Linebacker       | Auburn                 |
| 162         | Philadelphia Eagles                                     | Brent Celek        | Tight end        | Cincinnati             |
| 163         | Houston Texans (New Orleanstól)                         | Brandon Frye       | Offensive tackle | Virginia Tech          |
| 164         | Carolina Panthers (New York Jetstől)                    | Tim Shaw           | Linebacker       | Penn State             |
| 165         | Oakland Raiders (New Englandtől)                        | Eric Frampton      | Safety           | Washington State       |
| 166         | Jacksonville Jaguars (Baltimore-tól)                    | Derek Landri       | Defensive tackle | Notre Dame             |
| 167         | Chicago Bears (San Diegotól)                            | Kevin Payne        | Safety           | Louisiana-Monroe       |
| 168         | Chicago Bears                                           | Corey Graham       | Cornerback       | New Hampshire          |
| 169         | Indianapolis Colts                                      | Roy Hall           | Wide receiver    | Ohio State             |
| 170         | Pittsburgh Steelers                                     | William Gay        | Cornerback       | Louisville             |
| 171         | New England Patriots                                    | Clint Oldenburg    | Offensive tackle | Colorado State         |
| 172         | San Diego Chargers                                      | Legedu Naanee      | Wide receiver    | Boise State            |
| 173         | Indianapolis Colts                                      | Michael Coe        | Cornerback       | Alabama State          |
| 174         | Baltimore Ravens                                        | Troy Smith         | Quarterback      | Ohio State             |

### Hatodik kör
| Választás # | NFL Csapat                                                  | Játékos          | Pozíció          | Főiskola            |
| ----------- | ----------------------------------------------------------- | ---------------- | ---------------- | ------------------- |
| 175         | Oakland Raiders                                             | Orenthal O'Neal  | Fullback         | Arkansas State      |
| 176         | Minnesota Vikings (Detroittól a Denvertől)                  | Rufus Alexander  | Linebacker       | Oklahoma            |
| 177         | New York Jets (Tampa Baytől)                                | Jacob Bender     | Offensive tackle | Nicholls State      |
| 178         | Dallas Cowboys (Clevelandtől)                               | Nick Folk        | Kicker           | Arizona             |
| 179         | Washington Redskins                                         | H.B. Blades      | Linebacker       | Pittsburgh          |
| 180         | New England Patriots (Arizonától)                           | Justin Rogers    | Defensive end    | SMU                 |
| 181         | Miami Dolphins                                              | Reagan Mauia     | Fullback         | Hawaii              |
| 182         | Tampa Bay Buccaneers (Minnesotától)                         | Adam Hayward     | Linebacker       | Portland State      |
| 183         | Houston Texans                                              | Kasey Studdard   | Offensive guard  | Texas               |
| 184         | Buffalo Bills                                               | John Wendling    | Safety           | Wyoming             |
| 185         | Atlanta Falcons                                             | Trey Lewis       | Defensive tackle | Washburn            |
| 186         | San Francisco 49ers                                         | Thomas Clayton   | Running back     | Kansas State        |
| 187         | Cincinnati Bengals                                          | Matt Toeaina     | Defensive tackle | Oregon              |
| 188         | Tennessee Titans                                            | Joel Filani      | Wide receiver    | Texas Tech          |
| 189         | New York Giants                                             | Adam Koets       | Offensive tackle | Oregon State        |
| 190         | St. Louis Rams                                              | Ken Shackleford  | Offensive tackle | Georgia             |
| 191         | Green Bay Packers (Carolinától a New York Jetsen keresztül) | Korey Hall       | Linebacker       | Boise State         |
| 192         | Green Bay Packers (Pittsburghtől)                           | Desmond Bishop   | Linebacker       | California          |
| 193         | Green Bay Packers                                           | Mason Crosby     | Kicker           | Colorado            |
| 194         | Atlanta Falcons (Jacksonville-től)                          | David Irons      | Cornerback       | Auburn              |
| 195         | Dallas Cowboys (Dallastól a Clevelanden keresztül)          | Deon Anderson    | Fullback         | Connecticut         |
| 196         | Kansas City Chiefs                                          | Herbert Taylor   | Offensive tackle | TCU                 |
| 197         | Seattle Seahawks                                            | Courtney Taylor  | Wide receiver    | Auburn              |
| 198         | Atlanta Falcons (Denvertől a Jacksonville-en keresztül)     | Doug Datish      | Center           | Ohio State          |
| 199         | Miami Dolphins (New Orleanstől)                             | Drew Mormino     | Center           | Central Michigan    |
| 200         | Cleveland Browns (New York Jetstől a Dallason keresztül)    | Melila Purcell   | Defensive end    | Hawaiʻi             |
| 201         | Philadelphia Eagles                                         | Rashad Barksdale | Cornerback       | Albany              |
| 202         | New England Patriots                                        | Mike Richardson  | Cornerback       | Notre Dame          |
| 203         | Atlanta Falcons (Baltimoretól a Jacksonville-en keresztül)  | Daren Stone      | Safety           | Maine               |
| 204         | Tennessee Titans (San Diegotól)                             | Jacob Ford       | Defensive end    | Central Arkansas    |
| 205         | Washington Redskins (Chicagotól)                            | Jordan Palmer    | Quarterback      | UTEP                |
| 206         | Tennessee Titans (Indianapolistól)                          | Ryan Smith       | Cornerback       | Florida             |
| 207         | Baltimore Ravens                                            | Prescott Burgess | Linebacker       | Michigan            |
| 208         | New England Patriots                                        | Justise Hairston | Running back     | Central Connecticut |
| 209         | New England Patriots                                        | Corey Hilliard   | Offensive tackle | Oklahoma State      |
| 210         | Seattle Seahawks                                            | Jordan Kent      | Wide receiver    | Oregon              |

### Hetedik kör
| Választás # | NFL Csapat                                               | Játékos           | Pozíció                     | Főiskola              |
| ----------- | -------------------------------------------------------- | ----------------- | --------------------------- | --------------------- |
| 211         | New England Patriots (Oaklandtől)                        | Oscar Lua         | Linebacker                  | USC                   |
| 212         | Dallas Cowboys (Detroittól a New York Jetsen keresztül)  | Courtney Brown    | Cornerback                  | Cal Poly              |
| 213         | Cleveland Browns                                         | Chase Pittman     | Defensive end               | LSU                   |
| 214         | Tampa Bay Buccaneers                                     | Chris Denman      | Offensive tackle            | Fresno State          |
| 215         | Arizona Cardinals                                        | Ben Patrick       | Tight end                   | Delaware              |
| 216         | Washington Redskins                                      | Tyler Ecker       | Tight end                   | Michigan              |
| 217         | Minnesota Vikings                                        | Tyler Thigpen     | Quarterback                 | Coastal Carolina      |
| 218         | Houston Texans                                           | Zac Diles         | Linebacker                  | Kansas State          |
| 219         | Miami Dolphins                                           | Kelvin Smith      | Linebacker                  | Syracuse              |
| 220         | New Orleans Saints (Atlantától)                          | Marvin Mitchell   | Linebacker                  | Tennessee             |
| 221         | Chicago Bears (San Franciscotól a Clevelanden keresztül) | Trumaine McBride  | Cornerback                  | Ole Miss              |
| 222         | Buffalo Bills                                            | Derek Schouman    | Tight end                   | Boise State           |
| 223         | Tennessee Titans                                         | Mike Otto         | Offensive tackle            | Purdue                |
| 224         | New York Giants                                          | Michael Johnson   | Safety                      | Arizona               |
| 225         | Miami Dolphins (St. Louistól)                            | Brandon Fields    | Punter                      | Michigan State        |
| 226         | Carolina Panthers                                        | C.J. Wilson       | Cornerback                  | Baylor                |
| 227         | Pittsburgh Steelers                                      | Dallas Baker      | Wide receiver               | Florida               |
| 228         | Green Bay Packers                                        | Deshawn Wynn      | Running back                | Florida               |
| 229         | Jacksonville Jaguars                                     | John Broussard    | Wide receiver               | San Jose State        |
| 230         | Cincinnati Bengals                                       | Dan Santucci      | Offensive guard             | Notre Dame            |
| 231         | Kansas City Chiefs                                       | Michael Allan     | Tight end                   | Whitworth             |
| 232         | Seattle Seahawks                                         | Steve Vallos      | Offensive guard             | Wake Forest           |
| 233         | Minnesota Vikings (Denvertől)                            | Chandler Williams | Wide receiver               | Florida International |
| 234         | Cleveland Browns (Dallastól)                             | Syndric Steptoe   | kick returner/Wide receiver | Arizona               |
| 235         | New York Jets (New York Jetstől a Green Bay keresztül)   | Chansi Stuckey    | Wide receiver               | Clemson               |
| 236         | Philadelphia Eagles                                      | Nate Ilaoa        | Running back                | Hawaiʻi               |
| 237         | Dallas Cowboys (New Orleanstől)                          | Alan Ball         | Cornerback                  | Illinois              |
| 238         | Miami Dolphins (New Englandtől)                          | Abraham Wright    | Defensive end               | Colorado              |
| 239         | Buffalo Bills (Baltimore-tól)                            | C.J. Ah You       | Defensive end               | Oklahoma              |
| 240         | San Diego Chargers                                       | Brandon Siler     | Linebacker                  | Florida               |
| 241         | Chicago Bears                                            | Aaron Brant       | Offensive tackle            | Iowa State            |
| 242         | Indianapolis Colts                                       | Keyunta Dawson    | Linebacker                  | Texas Tech            |
| 243         | Green Bay Packers                                        | Clark Harris      | Tight end                   | Rutgers               |
| 244         | Atlanta Falcons                                          | Jason Snelling    | Fullback                    | Virginia              |
| 245         | Tampa Bay Buccaneers                                     | Marcus Hamilton   | Cornerback                  | Virginia              |
| 246         | Tampa Bay Buccaneers                                     | Kenneth Darby     | Running back                | Alabama               |
| 247         | New England Patriots                                     | Mike Elgin        | Center                      | Iowa                  |
| 248         | St. Louis Rams                                           | Keith Jackson     | Defensive tackle            | Arkansas              |
| 249         | St. Louis Rams                                           | Derek Stanley     | Wide receiver               | Wisconsin-Whitewater  |
| 250         | New York Giants                                          | Ahmad Bradshaw    | Running back                | Marshall              |
| 251         | Jacksonville Jaguars                                     | Chad Nkang        | Linebacker                  | Elon                  |
| 252         | Jacksonville Jaguars                                     | Andrew Carnahan   | Offensive tackle            | Arizona State         |
| 253         | Cincinnati Bengals                                       | Chinedum Ndukwe   | Safety                      | Notre Dame            |
| 254         | Oakland Raiders                                          | Johnathan Holland | Wide receiver               | Louisiana Tech        |
| 255         | Detroit Lions                                            | Ramzee Robinson   | Cornerback                  | Alabama               |